# The Boomtang Boys
The Boomtang Boys är en kanadensisk popgrupp som inriktar sig på dansant musik och remixningar. Bandet grundades 1991 i Toronto av Tony Grace, Paul Grace och Rob Deboer.
Deras debutalbum släpptes 1999 och hette "Greatest Hits Volume One". Albumet sålde bra i Kanada där deras bäst säljande låtar var Squeezee Toy och Pictures, båda låtarna framfördes av Kim Esty.
2002 hoppade Paul Grace av från bandet, så numera heter gruppen bara Boomtang.